# 秦始皇 (2001年电视剧)
《秦始皇》是由中国中央电视台中国电视剧制作中心摄制的電視劇，无锡中视影视基地股份有限公司出品。1999年至2000年拍摄，拍摄完成后就被中國中央電視台雪藏6年，只能于2001年由香港的無線電視翡翠台首播，後于2007年2月17日在中央电视台综合频道星夜剧场播出，其后在泰国播出。该剧讲述了13岁的秦始皇嬴政即位后平定吕不韦之乱，统一六国，奠定了大秦帝国的基础，从而成为千古一皇的故事。

## 播出時間
| 頻道       | 所在地   | 播映日期       | 播出時間                 | 備註                    |
| ---------- | -------- | -------------- | ------------------------ | ----------------------- |
| 翡翠台     | 香港     | 2001年00月00日 |                          | 秦始皇                  |
| 9 MCOT     | 泰國     | 2001年00月00日 |                          | จิ๋นซีฮ่องเต้ จอมจักรพรรดิผู้พิชิต |
| 央视一套   | 中国大陆 | 2007年00月00日 |                          | 秦始皇                  |
| 翡翠台     | 香港     | 2007年00月00日 |                          | 秦始皇                  |
| 中視       | 臺灣     | 2007年00月00日 |                          | 秦始皇                  |
| 霹靂台灣台 | 臺灣     | 2012年9月3日   | 每週一至週五20:00～21:00 | 秦始皇                  |

## 劇情簡介
公元前三世纪中叶，13岁的始皇帝嬴政（张丰毅饰）登基称皇，联军伐秦，成蛟造反，直指始皇帝与吕不韦（高明饰），被始皇帝平定。始皇帝欲擒故纵，巧布罗网，诛杀了嫪毐。平定了一场宫廷内乱，冷落了吕不韦。始皇帝发兵灭韩，拉开了十年统一战争的序幕。昏庸的赵王中秦离间之计误杀大将李牧，秦军击溃赵军，攻占邯郸，灭赵。燕太子丹网罗死士欲刺秦皇。荆轲（寇振海饰）行刺失败，燕国又成了秦国的郡县。始皇帝起用王翦掳楚王，灭楚国。秦始皇帝二十六年，灭齐，至此天下尽归于大秦帝國。
始皇帝建立起中央集权制的庞大帝国，成為中國第一個皇帝，统一文字，统一度量衡。天下万民只有一个天子--秦始皇。始皇帝北逐胡人，修筑长城；攻略南方直至岭南；发徭役，修阿房宫，造骊山陵；庞大的帝国在超负荷运作下发出痛苦呻吟。始皇帝崇法轻儒，儒生以儒家理论批评国政，始皇警觉到帝国的潜在危险，下令焚书坑儒。秦始皇三十七年，年届50岁的他在自己开创的辽阔的版图上作了最后一次巡旅，最后寿终于赵土。宏大的秦俑军阵追随着这位千古第一皇，在地下世界建立了永恆的帝國。

## 演员
| 演员                | 角色                    |
| 张丰毅              | 秦始皇                  |
| 翁斐然（少年）      | 秦始皇                  |
| 张静初              | 敏 代（赵国公主）       |
| 范冰冰              | 阿 若（楚国公主）       |
| 许还幻              | 黎 姜（始皇帝青梅竹马） |
| 高 明               | 吕不韦                  |
| 宋 佳               | 赵 姬                   |
| 刘 威               | 李 斯                   |
| 赵 亮               | 赵 高                   |
| 宋春丽              | 华阳夫人                |
| 马书良              | 昌平君芈灵              |
| 郭法曾              | 商 公（秦臣）           |
| 周小鹏              | 成 蛟                   |
| 谭 涛               | 扶 苏                   |
| 一 真               | 嫪 毐                   |
| 啜二勇              | 异 人                   |
| 啜二勇 李潭（青年） | 蒙恬                    |
| 逯长恩              | 蒙武                    |
| 张毅                | 蒙骜                    |
| 邓 涛               | 楚 姬（成蛟之母）       |
| 李欣凌              | 阿 然（李斯之女）       |
| 寇振海              | 荆 轲                   |
| 何 琳               | 孟姜女                  |
| 杨若兮              | 阿 锦（淳于越之女）     |
| 王茂雷              | 胡 亥                   |
| 张 恒               | 绿 娘                   |
| 张志彤              | 夏太后                  |
| 吴 越               | 赵太子                  |
| 霍尔查              | 黎汉                    |
| 沙景昌              | 赢成                    |
| 马小矛              | 王翦                    |
| 高亮                | 尉缭                    |
| 沈航                | 司空马                  |
| 牛飘                | 高渐离                  |
| 王小宗              | 李牧                    |
| 马迎春              | 黎夫                    |
| 初晓                | 燕太子丹                |
| 周启勋              | 淳于越                  |
| 常兰天              | 淳于癫                  |
| 秦焰                | 韩非                    |
| 李松林              | 郑国                    |
| 窦连玺              | 张直                    |
| 程德山              | 姚贾                    |
| 蔡鸿祥              | 卢生                    |
| 党昊                | 范杞良                  |
| 田雨                | 张良                    |
| 贾大中              | 王绾                    |
| 马玉良              | 田光                    |
| 薛岩                | 赵成                    |
| 叶明（青年）        | 王贲                    |
| 刘建辉（中年）      | 王贲                    |
| 康凯                | 戎翟公                  |
| 鲁玉杰              | 周青臣                  |
| 韩东                | 项燕                    |
| 孙杰                | 羊角西                  |
| 张辛元              | 安国君                  |
| 李廷栋              | 韩王安                  |
| 程勇                | 秦舞阳                  |
| 李海洋              | 夏扶                    |
| 王永成              | 宋意                    |
| 孙相光              | 徐福                    |
| 郭寿阳              | 范杞良父                |
| 李永贵              | 夏无且                  |
| 曾红生              | 赵王迁                  |
| 张旭庭              | 楚王负刍                |
| 贺正祁              | 齐王建                  |
| 宋戈                | 燕王喜                  |

## 制作人员
- 总监制： 赵化勇
- 总策划： 胡恩
- 出品人： 李培森
- 监制： 张华山 邹庆芳 王伟国 李汀
- 策划： 崔屹平 肖月桃 李功达
- 制片人： 靳雨生
- 总编剧： 张天民
- 编剧： 张敬
- 统筹： 马也 曹其敬 杨晓雄
- 历史顾问： 吴荣曾 彭林
- 主摄像： 王永春
- 美术设计： 易振洲
- 导演： 阎建钢
- 执行导演： 刘威
- 动作导演： 范东雨
- 照明设计： 郑进义 常春龙 马耀平
- 化妆设计： 杨树栋 陈敏正 杨晓海
- 服装设计： 莫小敏
- 作曲： 周志勇
- 制片主任： 李建怀 邓涛

## 音樂
| 曲別   | 歌名       | 作曲   | 填詞   | 主唱                             |
| 片頭曲 | 秦始皇     | 周志勇 | 劉世新 | 韓磊* 歌詞來自李白《古風》組詩。 |
| 片尾曲 | 天下一支歌 | 周志勇 | 劉世新 | 毛阿敏                           |

## 作品的变迁
| 霹靂台灣台 每週一至週五20:00～21:00 | 霹靂台灣台 每週一至週五20:00～21:00    | 霹靂台灣台 每週一至週五20:00～21:00 |
| ----------------------------------- | -------------------------------------- | ----------------------------------- |
|                                     | 秦始皇 （2012.09.03 - 2012.11.30）     |                                     |
| 馬大帥II （未知 - 2012.08.31）      | 鼓上蚤時遷 （2012.12.03 - 2013.01.14） |                                     |